# إيزابيلا دي ميديشي
إيزابيلا رومولا دي ميديشي (فلورنسا، 31 أغسطس 1542 - شريتو غويدي، 15 يوليو 1576) ابنة غراندوق توسكانا كوزيمو الأول دي ميديشي و إيليونورا توليدو.
قوبلت ولادته بفرح كبير في عائلة ميديشي ، كثالثة أبناء الزوجين الدوقييين . تربت بين قصر فيكيو و قصر بيتي الذي كان آنداك في طور التوسعة لذا فالبلاط الميديشي لم يكن قد انتقل بشكل كامل.
في سنة 1553 ، بعمر سبع سنوات فقط ، وقع الآباء عقداً في روما لزواجها من باولو أورسيني الأول جوردانو دوق براتشانو ، وهو عضو في عشيرة أورسيني القوية . تم حفل الزفاف سنة 1558.